# Notmütterdienst
Der Notmütterdienst Familien- und Seniorenhilfe e.V. (NMD) ist eine parteipolitisch und konfessionell unabhängige Organisation der freien Wohlfahrtspflege und des Sozialdienstes im Bereich der Kinder-, Jugend-, Familien- und Seniorenhilfe. Der eingetragene Verein wurde 1969 von den Eheleuten Hesser gegründet und hat seinen  Sitz in Frankfurt am Main. Er ist korporatives Mitglied im AWO-Wohlfahrtsverband und hat sich insbesondere auf die Organisation und Durchführung kurzfristiger Kinderbetreuung, Seniorenhilfe und Haushaltshilfe (im Rahmen haushaltsnaher Dienstleistungen) in verschiedenen deutschen Städten konzentriert. Aktuell unterhält der Notmütterdienst fünf Geschäftsstellen in Frankfurt am Main, Hanau, Köln, Berlin und Hamburg sowie acht weitere Regionalbüros in Deutschland.

## Ziel des Vereins und Aktivitäten
Zweck und Aufgabe des Vereins ist laut Satzung unter anderem die Stärkung und Verbesserung der Situation von Familien und Alleinerziehenden, die Sicherung der Betreuung von Kindern und Jugendlichen in familiären Notsituationen, die Förderung der Balance der Vereinbarkeit von Beruf und Familie sowie der Gleichheit der Geschlechter. Praktisch geschieht dies insbesondere durch ein Betreuungsangebot, das gemäß obigem Zweck gezielt Lücken in der Betreuungsversorgung schließen helfen soll. Hierzu kooperiert der NMD mit verschiedenen Sozial- und Versicherungsträgern. Im akuten Bedarfsfall können sich Betroffene an den NMD wenden, der dann eine passende Betreuungsperson sucht und prüft, ob eine Kostenübernahme bzw. Bezuschussung in Frage kommt. Alternativ kann der NMD auch privat in Anspruch genommen werden. Seitens der Betreuungspersonen gehört ein erweitertes polizeiliches Führungszeugnis zu den Mindestanforderungen, fachliche Qualifikationen sowie einschlägige Erfahrung in der Betreuung sind erwünscht. Die Einsatzplanung und Abrechnung werden vom Verein bzw. seinen jeweiligen Geschäftsstellen und Büros übernommen.

## Geschichte des Notmütterdienst e.V.
Der Notmütterdienst entstand aus einer privaten Notlage heraus: Als sich Charlotte Hesser 1968 in Koblenz um ihren kranken Mann und drei Kinder kümmern musste, suchte sie nach einer Ersatzmutter auf Zeit. Aus dieser privaten Suche und dem Mangel an entsprechenden Angeboten heraus entstand die Idee, selbst einen entsprechenden Vermittlungsdienst für Mütter in Notlagen anzubieten. 1969 gründete sie gemeinsam mit ihrem Ehemann, dem Psychologen Alois Hesser, den Notmütterdienst als gemeinnützigen Verein in Frankfurt. Der NMD zählt den ersten Organisationen seiner Art in Deutschland. Ähnliche Dienstleistungen werden überregional bis heute sonst vor allem von kommerziellen Anbietern durchgeführt.
Ursprünglich arbeitete Charlotte Hesser mit Karteikarten, die Vermittlung erfolgte vom Schreibtisch in ihrer eigenen Wohnung aus. Später übernahm Hessers Tochter Ingrid Damian die Leitung des Vereins. Unter ihrer Leitung erfolgte die Umstrukturierung von einem regionalen zu einem bundesweiten Angebot. Inzwischen wird der NMD Frankfurt in dritter Generation von Mona Damian geführt. Im Laufe der Zeit wurde das Angebot des NMD neben der Kinderbetreuung auf weitere Bereiche der Familien- und Haushaltshilfe ausgeweitet. 2019 feierte der Verein sein 50. Jubiläum im Kaisersaal des Frankfurter Römers.

## Organisation und Struktur
Der NMD besteht aus vier Geschäftsstellen und mehreren Regionalbüros, die jeweils in den Verein eingebunden sind, aber mit eigenen Büroleitern unabhängig agieren. Entscheidungsbefugt ist der Vorstand, der sich aus sieben Mitgliedern zusammensetzt. Vorsitzender ist Michael Damian, stellvertretender Vorsitzender Oliver Damian, der zugleich die Geschäftsstelle in Berlin leitet. Zu den weiteren Mitgliedern gehört die Enkelin der Gründerin, Mona Damian. Schirmherrin ist die Frankfurter Stadträtin Daniela Birkenfeld.

## Auszeichnungen
Der Verein wurde 1982 mit der Walter-Möller-Plakette der Stadt Frankfurt ausgezeichnet, seine Gründerin Charlotte Hesser erhielt dafür 1986 den Elisabeth-Norgall-Preis und 1992 das Bundesverdienstkreuz am Bande.